# Vorotan (Sisian)
Pour les articles homonymes, voir Vorotan.
Vorotan (en arménien Որոտան) est une communauté rurale du marz de Syunik en Arménie. En 2011, elle compte 238 habitants.

## Géographie

### Situation
Vorotan est située à 16 km de Sisian et à 120 km de Kapan, la capitale régionale.

### Topographie
L'altitude moyenne de Vorotan est de 1 450 m.

### Hydrographie
Vorotan est située sur la rivière du même nom.

### Territoire
La communauté couvre 1 812 hectares, dont :
- 1 595 ha de terrains agricoles ;
- 6 ha de terrains industriels ;
- 18 ha alloués aux infrastructures énergétiques, de transport, de communication, etc. ;
- 19 ha d'aires protégées ;
- 9 ha d'eau[3].

## Politique
Le maire (ou plus correctement le chef de la communauté) de Vorotan est depuis 2012 Seryozha Amirkhanyan.
| Début | Fin      | Nom                  | Parti                       |
| ----- | -------- | -------------------- | --------------------------- |
| 2005  | 2008     | Gavrush Davtyan      | Parti républicain d'Arménie |
| 2008  | 2012     | Gavrush Davtyan      | Parti républicain d'Arménie |
| 2012  | En cours | Seryozha Amirkhanyan | [ 1 ]                       |

## Économie
L'économie de la communauté repose principalement sur l'agriculture.

## Démographie
| 2001 | 2008 | 2011 |
| ---- | ---- | ---- |
| 283  | 298  | 238  |